# Malcolm Bradley
Malcolm Bradley (* 8. Juli 1948) ist ein ehemaliger englischer Snookerspieler, der zwischen 1984 und 1994 für zehn Saisons Profispieler war. In dieser Zeit erreichte der Finalist der English Amateur Championship 1982 das Achtelfinale der British Open 1985 und Rang 40 der Snookerweltrangliste.

## Karriere
Bradley qualifizierte sich 1982 mit einem Finalsieg über John Parrott in der Qualifikation für das Endspiel um die English Amateur Championship, wo er aber gegen Dave Chalmers verlor. Die Finalteilnahme reichte aber aus, um an der Amateurweltmeisterschaft teilnehmen zu dürfen, wo Bradley im Viertelfinale gegen den späteren Turniersieger Terry Parsons ausschied. 1984 erreichte Bradley zwar nochmals das Achtelfinale der Qualifikation, doch dort war für ihn diesmal Schluss. Wenige Monate später begann zur Saison 1984/85 Bradleys Profikarriere. Der Start in diese verlief für Bradley dank mehrerer Teilnahmen an Runden der letzten 64 sowie einer Achtelfinalteilnahme bei den British Open während der Saison 1984/85 mehr als erfolgreich, sodass sich Bradley auf Rang 40 der Weltrangliste platzieren konnte.
Dank weiterer Hauptrundenteilnahmen während der nächsten beiden Spielzeiten konnte sich Bradley grob gesehen auf dem Niveau halten und 1987 Rang 56 belegen, obgleich er sich damit dennoch leicht verschlechterte. In den nächsten zwei Saisons musste Bradley zusehends mehr Qualifikationsniederlagen einstecken und zog nur noch selten und vereinzelt in eine Hauptrunde ein, wodurch er auf Platz 87 abrutschte. Danach schaffte er insbesondere bei Ranglistenturnieren kaum mehr über die Qualifikation hinaus, dies glückte ihm zwar regelmäßig bei Turnieren ohne Weltranglisteneinfluss, bei Turnieren mit solchem aber nur noch beim Grand Prix 1991. Wenige Monate später, Mitte 1992, zog er sich vom Profi-Snooker zurück. Einige Zeit später, Mitte 1999, beendete Bradley, abgerutscht auf Rang 204, nach zehn Saisons offiziell seine Profikarriere.

## Erfolge
| Ausgang         | Jahr | Turnier                              | Finalgegner   | Ergebnis |
| --------------- | ---- | ------------------------------------ | ------------- | -------- |
| Amateurturniere |      |                                      |               |          |
| Sieger          | 1982 | English Amateur Championship – North | John Parrott  | 8:6      |
| Zweiter         | 1982 | English Amateur Championship         | Dave Chalmers | 9:13     |